# إقليم التفاح
إقليم التّفّاح هي منطقة لبنانيّة عبارة عن مرتفعات تقع في الجنوب اللبناني، شهدت في تاريخها عدّة محطّات، حيث كانت مسرحاً لبعض المواجهات الداخليّة أثناء الحرب الأهلية اللبنانية.

## قرى إقليم التفاح
يضم إقليم التفاح عدداً من القرى اللبنانية الجنوبية وهي: 
- عربصاليم
- جباع
- جرجوع
- عين قانا
- عين بوسوار
- حومين التحتا
- حومين الفوقا
- رومين
- صربا
- مليتا
- كفر فيلا
- عزة
- عنقون
- عرب طبايا
- زيتا
- مغدوشة

كفر حتى
كفر ملكي
كفر بيت

## وصلات خارجية
موقع اتحاد بلديات اقليم التفاح على الانترنت